# Chester Willis
Chester Willis é um ex-jogador profissional de futebol americano estadunidense.

## Carreira
Chester Willis foi campeão da temporada de 1983 da National Football League jogando pelo Los Angeles Raiders, cuja denominação atual é  Oakland Raiders.